# Гянджа (еялет)
Еялет Гянджа або Карабаський еялет — адміністративно-територіальна одиниця Османської імперії. Існував у 1588—1606 та 1724—1734 роках. Утворився в результаті османських завоювань на Кавказі.

## Історія

### Перший еялет
Під час завершення війни османської імперії проти Персії 1578—1590 років вдалося встановити владу над усім Азербайджаном. У 1588 році було утворено самостійне бейлербейство Гянджа, яку відокремлено від Ширвану. У 1590 році Стамбульським договором було закріплено ці завоювання. Адміністративним центром стало місто Гянджа. У 1591 році отримав статус еялету.
З огляду на стратегічне розташування Гянджійський вілайєт виконував завдання захисту Ширвана та вірменських володінь від можливого нападу Персії. Тому тут було споруджено низку фортець. Водночас впроваджено адміністративний поділ. Разом з тим султанський уряд відмовився від впровадження тімарної системи, оскільки не почувався досить упевнено на захоплених землях.
У 1603 році почалася нова війна з Персією. Після втрати Єревана, Ширвана та Горі протягом 1603—1604 років еялет Гянджа перетворився на основну базу османів на Кавказі. Лише у 1605 році більшість провінції було захоплено, а 1606 року втрачено Гянджу. У 1618 році за Серавським договором Османська імперія поступалася цими володіннями на користь Персії.

### Другий еялет
З занепадом династії Сефевідів у Персії у 1720-х роках Османська імперія розпочала новий наступ на Кавказ. В результаті війни 1724—1727 років вдалося повністю відновити тут владу султанів. За Гамаданським договором 1727 року ці землі закріплювалися за Османами.
Ще 1724 року було відновлено Гянджійський еялет. Він знову став важливою базою у війні з Персією, яка почалася у 1732 році. Втім, низка поразок змусила 1734 року османські війська залишити Гянджу. За Стамбульським договором 1726 року ці землі поверталися під владу перського шаха.

## Структура
У 1588—1606 роках еялет складався з 7 санджаків: Гянджа, Барда, Хачен, Агстафа, Дізак, Акарі, Варандін, які поділялися на 36 нахій.
У 1727—1734 роках складався з 8 санджаків (ліва): Гянджа, Барда, Хилхина, Чуландар, Баргушад, Аразбар, Варандін, Агстафа. В цей час нараховувалося 1344 села.

### Паші
- Чергез Гайдар Паша (1588—1590)
- Дауд Паша (1590—1594)
- Махмуд Паша (1594—1596)
- Мустафа Паша (1596)
- Осман Паша (1596—1600)
- Мухаммед Паша (1600—1606)
- перське панування
- Мухаммед Паша (1724—1725)